# Egon Kober
Egon Kober (* 17. Juni 1877 in Neutitschein (Nový Jičín), Mähren; † 22. März 1945 in Graz) war ein österreichischer Politiker ohne Fraktion.

## Ausbildung und Beruf
Nach dem Besuch einer Unterrealschule in Neutitschein ging Kober zwischen 1891 und 1895 in die K. u. k. Artillerie-Kadettenschule in Wien. Er besuchte diverse militärische Kurse, unter anderem einen Proviantoffizierskurs in Graz, und er ging auch an eine Kriegsoffiziersschule. Er wurde Offizier, später Oberst d. R., und im Jahr 1921 folgte die Pensionierung.

## Politische Mandate
- 27. April 1934 bis 2. Mai 1934: Mitglied des Bundesrates (IV. Gesetzgebungsperiode), ohne Fraktion